# Сельские комитеты
Се́льские комите́ты — органы местного самоуправления советского периода.

## РСФСР
В РСФСР это органы территориального общественного самоуправления.
Действовали в пределах сельских населённых пунктов (обычно мелкие, средние сёла имели свои сельские советы народных депутатов, крупные сёла имели сельские советы народных депутатов и сельские исполнительные комитеты), соответствовали уличным комитетам в городах (крупные улицы делились на кварталы, имевшие квартальные собрания и квартальные комитеты). Избирались на общем собрании жителей села или собрании представителей жителей села, абсолютным большинством присутствующих голосов, сроком на два с половиной года.
Количество членов сельских комитетов определялись общими собраниями, но их не могло быть меньше пяти, председателя, заместителя председателя и секретаря (избирались членами комитета). Сельские комитеты руководствовались в своей деятельности решениями общих собраний жителей села (а также решениями вышестоящих советов народных депутатов и исполнительных комитетов), были им подотчётны (а также были подотчётны вышестоящему совету народных депутатов и исполнительному комитету), они могли быть полностью или частично этими собраниями переизбраны. Заседания сельских комитетов созываются председателем не реже одного раза в квартал и правомочны при наличии более половины их состава. Решения сельского комитета принимались простым большинством присутствующих голосов.
Сельские комитета могли образовывать секции по отдельным направлениям (по благоустройству, культурно — массовой работе, работе среди детей и подростков, санитарную и другие) во главе с членами сельских комитетов. Решения сельского комитета не носили обязательного характера.

## Дальневосточная Республика
В Дальневосточной Республике местные органы государственной власти на территории сёл.
Избирались сельскими собраниями. Сельские комитеты были подотчётны сельским собраниям и волостным управлениям. Решения сельских комитетов носили обязательный характер. Таким образом сельские комитеты ДВР основанных на общегражданском принципе с одной стороны противопоставлялись советам приходов Приамурского Земского Края основанных на религиозном принципе, с другой стороны сельским советам крестьянских депутатов РСФСР (по Конституции РСФСР 1918) основанных на классовом принципе.